# Steel Panthers
Steel Panthers — общее название серии тактических пошаговых варгеймов для компьютеров типа IBM PC. В играх используется оружие со времен Второй мировой войны и до настоящего времени. Первоначально три части игры Steel Panthers разработаны и продавались компанией Strategic Simulations, Inc. с 1995 по 1997 гг.; дизайн и программирование игр выполнены Гэри Григсби и Кейт Брорс. Позднее права на игру были переданы двум самодеятельным группам программистов.

## Суть игры
Все игры серии довольно схожи по возможностям и внешнему виду и представляют собой варгейм симулирующий тактическое сражение армейских подразделений размером до бригады включительно.
Сражение происходит в пошаговом режиме и отличается высокой достоверностью моделирования боя.

## Игры серии
- Steel Panthers (1995)
- Steel Panthers II: Modern Battles (1996)
- Steel Panthers III: Brigade Command 1939—1999 (1997)